# Alticor

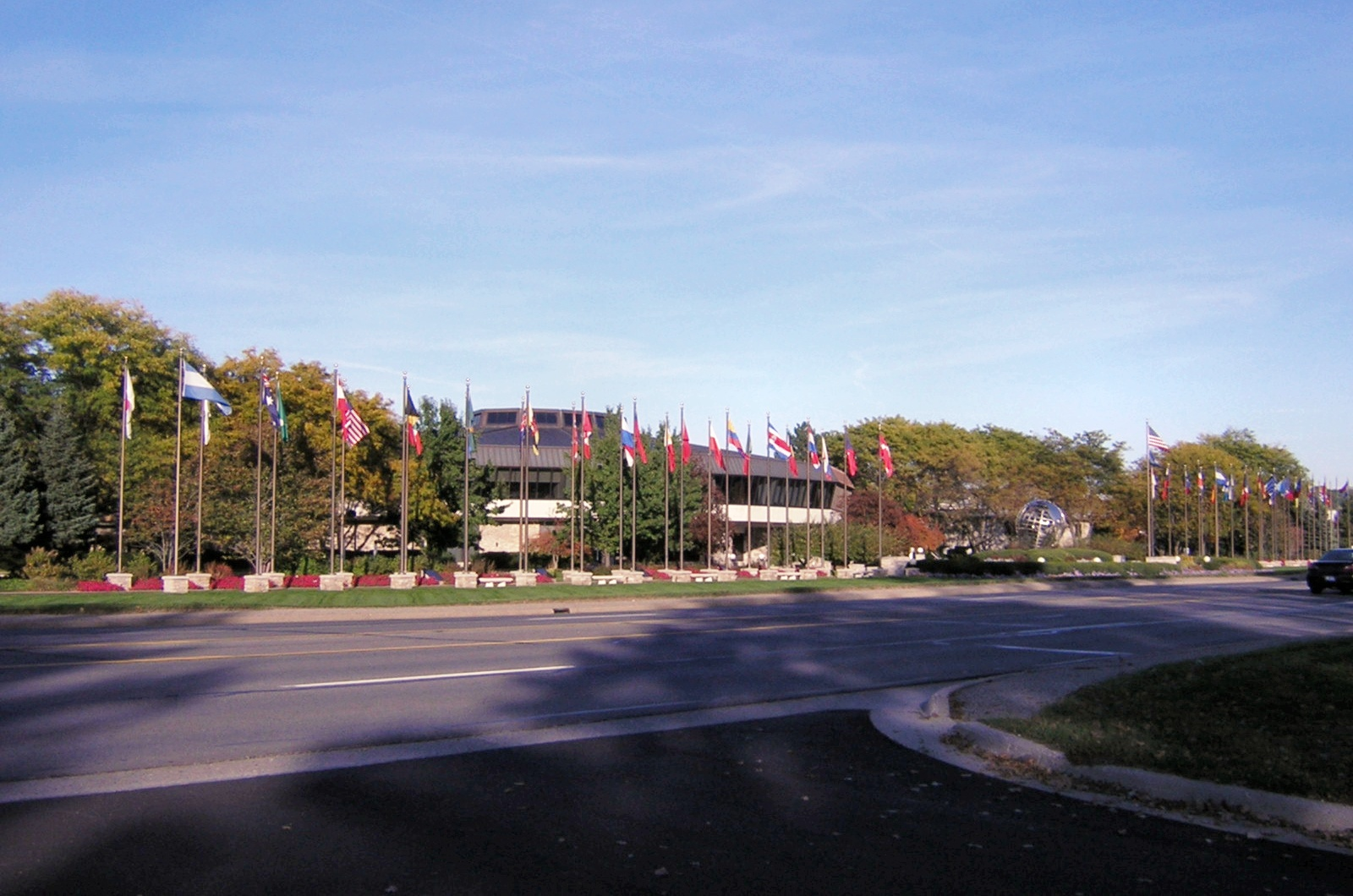
Headquarters in Ada, Michigan

Alticor — приватна американська холдингова компанія, яка контролює низку підприємств, які, в тому числі розробляють, виробляють косметику, товари побутової хімії, біоактивні добавки до їжі, вітаміни і реалізують їх НПА (Незалежні підприємці Amway), які перепродають продукцію кінцевим споживачам методом прямих продажів. Була створена в 1999 році як материнська компанія для низки підприємств, включаючи Amway.
Має філії більш ніж в 80 країнах світу. Штаб-квартира знаходиться в місті Ейдан (штат Мічиган, США).

## Власники та керівництво
Компанія належить сім'ям Девос і Ван Андел (Alticor — приватна компанія). Президент — Даг Девос, син співзасновника Amway Річарда М. Девоса.

## Діяльність
Alticor контролює такі компанії:
- Amway Corp. заснована в 1956 році,[8] світовий лідер в прямих продажах (за заявою самої компанії(англ.)[9]).
- Amway Global (заснована в 1999 році, до 1 січня 2009 року вона називалася Quixtar Inc.) північноамериканська вебкомпанія ведення бізнесу, пропонованого Amway в США і Канаді.
- Access Business Group LLC — розробник і виробник продукції, а також постачальник логістичних послуг для Amway, Amway Global і інших компаній.
- Alticor Corporate Enterprise — керує не займаючимися прямими продажами компаніями(англ.)[10]:
  - Amway Hotels Corp. — володіє і управляє низкою готелів: Amway Grand Plaza Hotel, JW Marriott Grand Rapids і Courtyard by Marriott - Downtown Grand Rapids.
  - Gurwitch Products — розробляє і продає косметику класу «преміум» під марками Laura Mercier and ReVive.
  - Interleukin Genetics
  - Fulton Innovation

Сукупна виручка Alticor в 2005 році склала $ 6,4 млрд, з яких 80% припало на продаж за межами США. Показник чистого прибутку не розкривається.
У 2006 році Alticor придбала виробника косметики Gurwitch Products у Neiman Marcus Group Inc. і керувала нею як дочірньою компанією, доки Gurwitch не придбала Shiseido в 2016 році.
У лютому 2017 року компанія CWD Real Estate Development оголосила про плани переобладнати будівлю в центрі Гранд-Рапідс у готель AC Hotels by Marriott зі 130 номерами, які будуть управлятися AHC. У травні 2017 року Amway Hotel Corporation змінила назву на AHC+Hospitality.
| Рік                                                 | Товарообіг, млрд дол. | Рейтинг серед приватних компаній США | Чисельність персоналу |
| --------------------------------------------------- | --------------------- | ------------------------------------ | --------------------- |
| 2001[недоступне посилання]                          | 3,525                 | 41                                   | 10 500                |
| 2002[недоступне посилання]                          | 4,185                 | 27                                   | 10 000                |
| 2003 [Архівовано 27 травня 2009 у Wayback Machine.] | 4,9                   | 25                                   | 11 500                |
| 2004[недоступне посилання]                          | 6,2                   | 19                                   | 13 000                |
| 2005 [Архівовано 6 жовтня 2018 у Wayback Machine.]  | 6.4                   | 25                                   | 13 000                |
| 2006 [Архівовано 6 жовтня 2018 у Wayback Machine.]  | 7.29                  | 27                                   | 13 000                |
| 2007 [Архівовано 6 жовтня 2018 у Wayback Machine.]  | 6.3                   | 43                                   | 13 000                |
| 2008 [Архівовано 24 липня 2018 у Wayback Machine.]  | 7.1                   | 44                                   | 13 000                |
| 2009 [Архівовано 6 жовтня 2018 у Wayback Machine.]  | 8.2                   | 39                                   | 13 000                |
| 2010 [Архівовано 2 квітня 2019 у Wayback Machine.]  | 8.4                   | 32                                   | 13 000                |